# Technologický determinismus
Technologický determinismus říká, že technologie užívané společností určují vývoj sociálních a kulturních hodnot společnosti. Pojem pochází od amerického sociologa ekonoma Thorsteina Veblena. Následně byl výrazně rozpracován Karlem Marxem či Marshallem McLuhanem.

## Definice
První velké rozpracování technologického deterministického pohledu na socioekonomický vývoj přišlo od německého filosofa a ekonoma Karla Marxe, který tvrdil, že změny v technologii a konkrétně produktivní technologii jsou primárním vlivem na lidské sociální vztahy a organizační strukturu a že sociální vztahy a kulturní praktiky se nakonec točí kolem technologické a ekonomické základny dané společnosti.
Podle McLuhana technologie rozšiřují člověka o nové smysly a umožňují mu lépe komunikovat. Uživatelé se nejdřív snaží nové médium ovládnout a poté, co ho plně pochopí, tak servisní prostředí média člověka ovládne a nutí mu své vlastní standardy a zákonitosti. Médium tedy není jen pouhým neutrálním nositelem informace, ale kód použitý v médiu přímo určuje, co je a co není možné vyjádřit (například přes kouřové signály nevyjádříte filozofické myšlenky).
Termín spadá pod mediocentrickou teorii, která tvrdí, že médium doby určuje současnou mentalitu osob (též zvaný mediální determinismus). Dle technologického determinismu tedy osoba podle určujícího média mění nejen své chování, ale i své myšlení, cítění a sociální uzpůsobení.

### Protiklad technologického determinismu
Dle McQuaila je opakem mediocentrismu a samotného technologického determinismu hypotéza v sociocentrickém pojetí, která říká, že charakteristika těch, kdo jsou odpovědní za mediální výtvory, ovlivňují jejich obsah. Tedy, že média se přizpůsobují společnosti samotné, nikoli společnost médiím. Pojem můžeme nazvat jako sociální determinismus. Sociální determinismus často bývá spojován s pojmem ekonomický determinismus, který říká, že veškeré společenské změny se dějí na základě potřeb a výsledků ekonomiky.